# Breach 2
Breach 2 est un jeu vidéo de tactique au tour par tour développé par Omnitrend Software et publié par Impressions Games en 1990 sur IBM PC, Amiga et Atari ST. Il fait suite à Breach (1987) et est suivi de Breach 3 (1995), tous deux également développé par Omnitrend Software. Le jeu se déroule dans un univers de science-fiction qui reprend en partie la trame de Universe (1983), des mêmes développeurs. Le joueur y commande une escouade de soldat lors de missions qui les opposent à des extra-terrestres. Chaque mission débute dans le vaisseau du commando où le joueur peut notamment assigner de l’équipement à ses soldats. Une fois ses troupes débarquées, il commande ses soldats individuellement au tour par tour, chaque soldat disposant d’un certain nombre de point d’action qu’il peut dépenser pour se déplacer, tirer ou utiliser des objets.

## Système de jeu
Breach 2 est un jeu de tactique au tour par tour qui met le joueur aux commandes d’une escouade futuriste lors d’une variété de missions. Il peut se jouer entièrement à la souris, ou avec le clavier. Le joueur doit d’abord configurer son chef d’escouade puis sélectionner une mission parmi la douzaine proposée dans le jeu. Ces missions impliquent généralement de remplir un objectif, comme par exemple secourir un officier, traverser un fleuve ou éliminer un assassin extraterrestre. Outre les missions prédéfinies, le jeu inclut un éditeur de scénario qui permet au joueur de créer ses propres missions puis de les essayer. Chaque mission débute dans le vaisseau du joueur où il peut déplacer ses hommes individuellement et récupérer de l’équipement supplémentaire pour son leader. Le joueur peut ensuite ordonner à son escouade de sortir du vaisseau, si celui-ci a atterri, ou de se téléporter dans la zone d’intervention. Le joueur contrôle ensuite ses soldats chacun à leur tour, en commençant par son leader. En dépensant des points d’actions, le joueur peut leur faire réaliser différentes actions comme se déplacer, ouvrir une porte, ramasser ou utiliser un objet ou se préparer à tirer. Lorsque tous les points d’action du personnage ont été utilisés, le joueur prend le contrôle d’un autre personnage. 
De nombreux objets peuvent être trouvés lors des missions, incluant des grenades et des boucliers laser. Chacun d’eux offre des avantages lors des combats. Une grenade aveuglante peut par exemple faire perdre son tour à un ennemi, une grenade conventionnelle fait d’importants dégâts de zone et les équipements de détection permettent de repérer un ennemi caché. Ces objets doivent être utilisés à bon escient car ils ne sont disponibles qu’en quantité limitée. Comme les soldats du joueur, les ennemis peuvent utiliser des armes et des objets lors des combats. 

## Accueil
Selon Laurence Scotford du magazine ACE, les graphismes et la bande son, sans être exceptionnels, sont d'un niveau suffisant pour ce jeu, qu'il considère comme une bonne simulation de combat. Pour Trenton Webb de Amiga Format, les effets sonores distinguent ce jeu des autres jeux du genre par leur qualité ; selon lui le jeu est lent, mais passionnant une fois les mécanismes compris. Les journalistes de Dragon Magazine déplorent le fait que la version Amiga soit beaucoup plus courte que la version PC. Pour le magazine britannique The Games Machine, l'amélioration des mouvements par rapport au premier jeu est à saluer. Les critiques du magazine Zero apprécient les aspects stratégiques du jeu, trop rares dans ce genre de jeux. Pour Cotter-Cairns du magazine Your Amiga, le système de jeu est à son maximum et la combinaison d'éléments d'actions et de stratégie fonctionne parfaitement.